# 塔沃阿達將軍縣

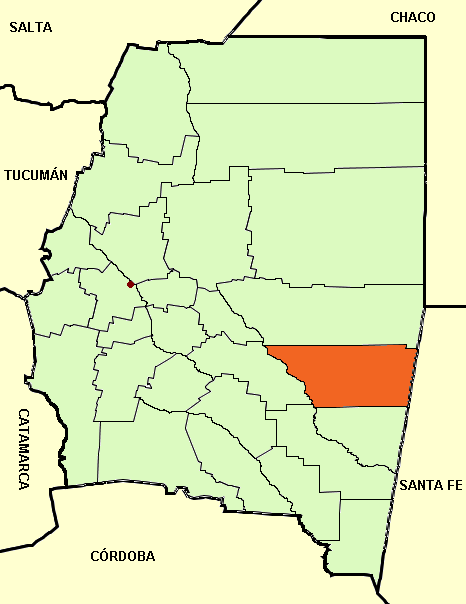

28°27′36″S 62°50′2″W / 28.46000°S 62.83389°W
塔沃阿達將軍縣（西班牙語：Departamento General Taboada），是阿根廷的縣份，位於該國北部聖地亞哥-德爾埃斯特羅省，首府設於阿尼亞圖亞，面積6,040平方公里，2010年人口38,105，人口密度每平方公里6.31人。